# Chouppes
Chouppes ist eine französische Gemeinde mit 801 Einwohnern (Stand: 1. Januar 2022) im Département Vienne in der Region Nouvelle-Aquitaine; sie gehört zum Arrondissement Poitiers und zum Kanton Loudun (bis 2015: Kanton Monts-sur-Guesnes). Die Einwohner werden Chouppois genannt.

## Geographie
Chouppes liegt etwa 29 Kilometer nordnordwestlich von Poitiers am Fluss Sauves. Hier entspringt auch der Envigne. Umgeben wird Chouppes von den Nachbargemeinden Saint-Jean-de-Sauves im Norden und Nordwesten, Verrue im Norden, Coussay im Norden und Nordosten, Doussay im Nordosten, Thurageau im Osten und Südosten, Mirebeau im Süden und Südosten, Amberre im Süden, Cuhon im Südwesten sowie Mazeuil im Westen und Südwesten.

## Bevölkerungsentwicklung
| Jahr                      | 1962 | 1968 | 1975 | 1982 | 1990 | 1999 | 2006 | 2013 |
| Einwohner                 | 749  | 634  | 574  | 674  | 740  | 693  | 727  | 761  |
| Quelle: Cassini und INSEE |      |      |      |      |      |      |      |      |

## Sehenswürdigkeiten
- Kirche Saint-Saturnin aus dem 11./12. Jahrhundert, seit 1925 Monument historique
- Schloss Marçay mit Kapelle, seit 1925 Monument historique

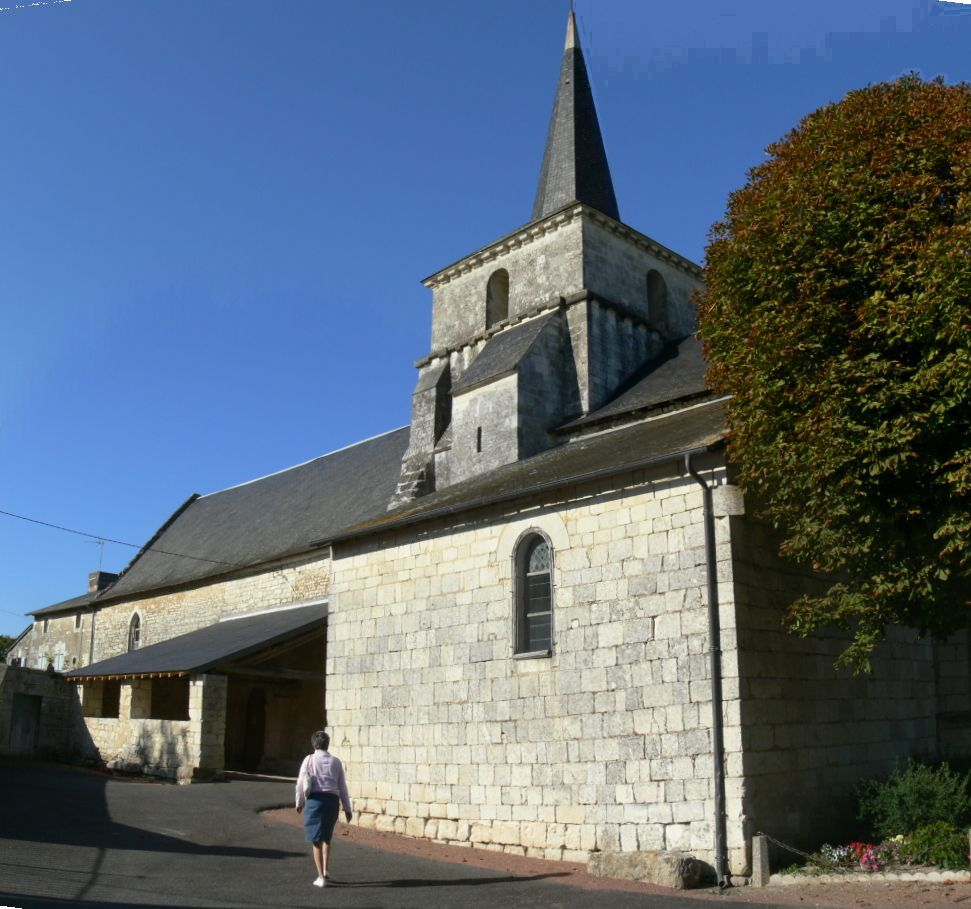
Kirche Saint-Saturnin